# Недалеко от Варшавы
Недалеко от Варшавы (пол. Niedaleko Warszawy) — польский чёрно-белый художественный фильм 1954 года.

## Сюжет
Драма в жанре социалистического реализма, которая происходит на металлургическом заводе, которым империалисты хотят саботажем довести до Уничтожнгтя. Но бдительные рабочие с помощью партии спасают своё место работы.

## В ролях
- Уршуля Моджиньская — Ванда Бугаювна
- Феликс Жуковский — Шимон Бугай, отец Ванды
- Игнацы Маховский — секретарь партии
- Людвик Бенуа — Боруцкий, диверсант
- Зыгмунт Хмелевский — полковник Хопкинс, шеф Боруцкого
- Здзислав Мрожевский — Антони Пшевлоцкий, инженер
- Стефан Сьрудка — директор завода
- Станислав Яворский — мастер Сливик
- Адам Квятковский — рабочий
- Зыгмунт Зинтель — рабочий
- Веслава Мазуркевич — буфетчица
- Станислава Пежановская — хозяйка Боруцкого
- Игор Смяловский — полковник госбезопасности
- Адольф Хроницкий — поручик госбезопасности
- Зофья Вильчиньская
- Станислав Волиньский и другие.